# جاناتان مورگان (کارگردان)
جاناتان مورگان (انگلیسی: Jonathan Morgan؛ زاده ۵ فوریهٔ ۱۹۶۶) یک بازیگر پورنوگرافی اهل ایالات متحده آمریکا است.